# Trojaniv
Trojaniv (in ucraino Троянів?; in russo Троянов?, Trojanov; in polacco: Trojanów) è un centro abitato dell'Ucraina.